# Кама-итати
Кама-итати (яп. 鎌鼬) — демон-ёкай из японского фольклора, рассказы о нём наиболее распространены в регионе Косинэцу.

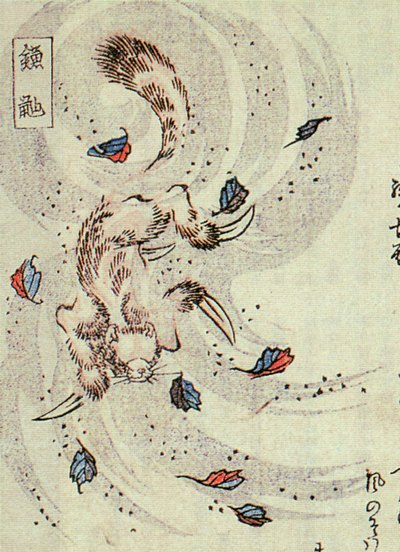
Кама-итати (иллюстрация из «Кёка Хяку-моногатари», 1853 г.)

Есть несколько концепций о его внешнем виде и образе действий. Наиболее распространённым является описание кама-итати как трёх ласок с острыми как бритва когтями, кружащихся в яростном вихре и обрезающих у встреченных на пути людей кожу на ногах. Согласно этой интерпретации, первая ласка оглушает ничего не подозревающую жертву, вторая надрезает её плоть, а третья излечивает раны: и прежде чем человек успевает понять, что происходит, у него на ногах остаются только глубокие, но не причиняющие боли, раны с запёкшейся кровью. Иногда духи описываются как братья или тройняшки.

## Происхождение образа
Это предание может быть прослежено до времени Ториямы Сэкиэна, который, предположительно, первым описал этого ёкая в обличье ласки. По всей видимости это каламбур, типичный для Ториямы — одно из народных названий данного сверхъестественного явления было камаэтати (構え太刀), что означает «нападение», но если незначительно изменить звучание, то значение слова меняется на «серп ласки».

## Культурное влияние
Идея молниеносной ласки, владеющей серповидными когтями, используется в манге и аниме японских художников, таков, например один из персонажей в «Alive: The Final Evolution».